# シルバニー・バートン
シルバニー・バートン（英語: Sylvanie Burton、1964年あるいは1965年生まれ）は、ドミニカ国の政治家。2023年10月より同国大統領を務める。同国初の女性大統領であり、初の先住民族のカリナゴ族（カリブ族）出身の大統領である。

## 経歴
ドミニカ島東部のセント・デイヴィッド教区にあるカリブ族居留地（現在のカリナゴ・テリトリー）のサリュビアに生まれる。
2014年以降、地域開発省、環境省、地方近代化省、Kalinago Upliftment、Constituency Empowerment、外務省、貿易省、青少年省、社会福祉省の各省庁で常任秘書を務めた。またカリナゴ省の開発担当官を務めた。
2023年10月に任期を終えるチャールズ・サバリン大統領の後任として、与党ドミニカ労働党所属のルーズベルト・スカーリット首相から指名を受けた。9月12日に開催された議会で野党は指名を拒否したため、9月27日に大統領選挙が実施される運びとなった。
大統領選挙は同じくカリナゴ族出身の女性政治家アネット・サンフォードとの一騎打ちになった。結果は過半数以上の20票を獲得したバートンが勝利し、10月2日に大統領に就任した。